# Libanotis condensata
Libanotis condensata là một loài thực vật có hoa trong họ Hoa tán. Loài này được (L.) Crantz mô tả khoa học đầu tiên năm 1767.